# Чудь (Нижегородская область)
Чудь — село в составе городского округа Навашинский Нижегородской области России. 

## География
Село расположено на берегу реки Оки в 30 км на север от города Навашино.

## История
Село Чудь значилось в писцовых книгах 1629-30 года за помещиком Лихаревым, в то время в селе церкви не существовало. В окладных книгах 1676 года в селе значилась уже церковь Успения Пресвятой Богородицы, при церкви двор попа Карпа и двор дьячков, в приходе 5 дворов крестьянских и 1 бобыльский. В 1750 году на средства бывшего тогда в селе Чуди помещика «дворцовой канцелярии комиссара» Романа Стефана Каменского построена была новая деревянная же церковь. Престол в ней был один в честь Успения Пресвятой Богородицы. Приход состоял из одного села Чуди, в котором по клировым ведомостям числилось 98 дворов, 370 душ мужского и 411 женского пола. В 1912 году в селе была построена каменная Церковь Успения Пресвятой Богородицы.
В конце XIX — начале XX века село являлось крупным населённым пунктом в составе Монаковской волости Муромского уезда Владимирской губернии. В 1859 году в селе числилось 56 дворов, в 1905 году — 167 дворов. 
С 1929 года село являлось центром Чудского сельсовета Муромского района Горьковского края, с 1931 года — в составе Монаковского сельсовета, с 1944 года — в составе Мордовщиковского района (с 1960 года — Навашинский район) Горьковской области. С 2009 года село в составе Поздняковского сельсовета, с 2015 года — в составе городского округа Навашинский.

## Население
| 1859 | 1897 | 1905 | 1926  | 2002 | 2010 |
| ---- | ---- | ---- | ----- | ---- | ---- |
| 488  | ↗768 | ↗815 | ↗1222 | ↘67  | ↘25  |

## Достопримечательности
В селе находится недействующая Церковь Успения Пресвятой Богородицы (1912). 